# NGC 5903
NGC 5903 је елиптична галаксија у сазвежђу Вага која се налази на NGC листи објеката дубоког неба.
Деклинација објекта је - 24° 4' 6" а ректасцензија 15h 18m 36,5s. Привидна величина (магнитуда) објекта NGC 5903 износи 11,2 а фотографска магнитуда 12,2. Налази се на удаљености од 31,971 милиона парсека од Сунца. NGC 5903 је још познат и под ознакама ESO 514-4, MCG -4-36-8, UGCA 405, AM 1515-235, PGC 54646.